# Jan Špilar
Jan Špilar (* 3. září 1964 Pardubice) je český kadeřník, podnikatel a jáhen.

## Život
Vyučil se kadeřníkem v Hradci Králové. Do prvního zaměstnání nastoupil jako maskér v Národním divadle Praha. Během tohoto období působil také jako maskér ve filmu Miloše Formana Amadeus. Za masky získal tento film v roce 1984 Oscara.
V Praze roku 1983 absolvoval Lidovou konzervatoř pantomimy. V roce 1993 v Brně otevřel kadeřnické studio Střihoruký Edward, v roce 1995 jeho druhou, 1996 třetí a 2020 čtvrtou verzi na Údolní 6, kde podniká dodnes. Od roku 2006 je uměleckým ředitelem Edward Academy v Brně. Vede odborné semináře a přednáší na témata všech oborů, které vystudoval. Je historicky prvním a zatím jediným členem Síně slávy Czech and Slovak Hairdressing Awards (2004) a doživotním čestným předsedou této soutěže. Od roku 1995 byl prvním Spolupracujícím kadeřníkem a o šest let později i Ambassadorem Loreal Professionnel.
V roce 2001 založil českou sekci Haute Coiffure Francaise (HCF) a získal Zlatou medaili se safírem za přenos francouzské módy do Česka. Od roku 1999 si při zaměstnání doplňoval vzdělání, v roce 2003 maturoval a v roce 2004 promoval na Teologické fakultě Jihočeské univerzity v Českých Budějovicích, na katedře praktické teologie s titulem magistr.
Má manželku Gitu, děti Terezu, Sáru a Samuela a vnoučata Matyldu, Emu , Františka a Abraháma.
Jako trvalý jáhen založil projekt Jsme jedno a není nám to jedno?, který probíhá jednou měsíčně v Brně v kostele sv. Michala na Dominikánském náměstí. Špilar zde vede přednášky a adorace nejen pro manželské páry o duchovním posunu v partnerství. V letech 2007-2015 byl auditorem Diecézního soudu v Brně.
V červnu 2017 se rozhodl kandidovat ve volbách do Senátu PČR na podzim 2018 v obvodu č. 59 – Brno-město, a to jako nestraník za KDU-ČSL. Jeho kandidaturu podpořili také Piráti. Se ziskem 17,73 % hlasů skončil na 3. místě.